# 湯川潮音
湯川 潮音（ゆかわ しおね、1983年12月19日 - ）は、日本のシンガーソングライター・女優である。東京都出身。2005年東芝EMIよりメジャー・デビュー。祖父が台湾人で、父親は元子供ばんどでロックベーシストの湯川トーベン。2ちゃんねるほか一部ファンの間ではシオーネの愛称で親しまれている。明星学園高等学校卒業。同級生に土屋アンナがいる。

## 来歴
小学校4年生の時、オーディションを受けて東京少年少女合唱隊に入隊。16歳で坂本龍一のオペラ「LIFE a ryuichi sakamoto opera 1999」に参加、2001年、東京少年少女合唱隊の一員としてN.M.L.「ZERO LANDMINE」にコーラス参加。
デモテープをきっかけに、ウォルト・ディズニー生誕100周年記念トリビュート・アルバム『Disney Age@D_100 Cafe』に参加している。
2002年、アルバム『tide & echo』をインディーズよりリリース。2004年、鈴木惣一朗プロデュースによる初のオリジナル・フル・アルバム『逆上がりの国』をリリース。
2005年には、ハナレグミとくるりの岸田繁からの楽曲提供を受け「緑のアーチ／裸の王様」で、メジャー・デビューし、映画『リンダ リンダ リンダ』で女優デビュー。同映画のサントラを手がけた、元スマッシング・パンプキンズのギタリストであるジェームス・イハプロデュースによる2枚目のシングル「蝋燭を灯して」を経て、2006年にはメジャー1stアルバム『湯川潮音』を発表。同年7月、東野翠れんとJ-WAVEのウェブサイト上で執筆していたブログ「東野翠れん plus 湯川潮音 blog」を、一冊の書籍にまとめた『風花空心（ふうかくうしん）』をリリース。
2007年、NHK「みんなのうた」でオンエアされる曲という前提で制作を始めたシングル「ギンガムチェックの小鳥」をリリース。同年末、アイルランド・ロンドンへ短期留学から帰国、自作曲を作るようになった。
2008年、1970年代から今に至るまで活躍し続けるバンド・センチメンタル・シティ・ロマンスと「灰色とわたしツアー」を開催。2009年9月、再び渡英、ロックバンドの曲を中心に選曲されたカバーアルバム『Sweet Children O'Mine』を録音し、12月にリリース。
2010年11月、4枚目のオリジナル・アルバム『クレッシェンド』をリリース。
2013年、3年ぶりとなるアルバム『濡れない音符』をPヴァインよりリリース。

## ディスコグラフィー

### シングル
| 枚  | リリース日    | タイトル               |
| 1st | 2005年8月3日  | 緑のアーチ/裸の王様    |
| 2nd | 2005年11月9日 | 蝋燭を灯して           |
| 3rd | 2007年11月7日 | ギンガムチェックの小鳥 |
|     | 2010年6月16日 | ルビー                 |
|     | 2011年6月2日  | Cycle                  |

### ミニ・アルバム
| 枚  | リリース日    | タイトル       | レーベル          |
| 1st | 2002年3月1日  | tide & echo    | THINK!POP RECORDS |
| 2nd | 2003年9月3日  | うたのかたち   | THINK!POP RECORDS |
| 3rd | 2006年6月14日 | 紫陽花の庭     | 東芝EMI           |
| 4th | 2007年1月31日 | 雪のワルツ     | 東芝EMI           |
| 5th | 2018年10月1日 | わたしの子守唄 |                   |
| 6th | 2021年3月15日 | 漂ようものたち |                   |

### フル・アルバム
| 枚  | リリース日     | タイトル       | レーベル                  |
| 1st | 2004年9月2日   | 逆上がりの国   | MELODY STAR RECORDS       |
| 2nd | 2006年1月25日  | 湯川潮音       | MELODY STAR RECORDS       |
| 3rd | 2008年7月2日   | 灰色とわたし   | EMIミュージック・ジャパン |
| 4th | 2010年11月17日 | クレッシェンド | EMIミュージック・ジャパン |
| 5th | 2013年11月6日  | 濡れない音符   | Pヴァイン                 |
| 6th | 2015年5月2日   | セロファンの空 | Pヴァイン                 |
| 7th | 2017年4月15日  | ode            | Virgin Babylon Records    |
| 8th | 2022年9月16日  | 10の足跡       | Tsuzukusou（つづく奏）    |

### カバー・アルバム
| 枚  | リリース日    | タイトル              | レーベル                  |
| 1st | 2009年12月9日 | Sweet Children O'Mine | EMIミュージック・ジャパン |

### DVD
| リリース日     | タイトル                  |
| 2008年12月19日 | 灰色とわたし2008 Live DVD |

### 参加作品
| リリース日     | 曲名                                                                        | 収録された作品                                                                                   |
| 2001年10月17日 | When She Loved Me                                                           | Various Artists「Disney Age@D_100 Cafe」                                                         |
| 2002年10月23日 | NAUTILUS                                                                    | SUGIZO presents V.A.「SUGIZO compiles GLOBAL MUSIC I」                                           |
| 2003年3月19日  | おもい                                                                      | Various Artists「amaranth 〜multicolored〜」                                                     |
| 2003年6月27日  | Twinkle Star                                                                | Cafa「notes for a swim」                                                                         |
| 2004年4月11日  | Twinkle Star／cafa feat.湯川潮音                                            | Various Artists「Superior Suite ～晴れた午後の休日音楽」                                         |
| 2005年5月25日  | スクラップ part1&2                                                          | 半野喜弘「Angelus」                                                                              |
| 2005年6月29日  | It's a fineday                                                              | 東野翠れん「lopen 〜東野翠れんプライヴェート・フィルム & サウンドトラック Vol.1」                |
| 2005年6月29日  | Walking in the air                                                          | 東野翠れん「lopen 〜東野翠れんプライヴェート・フィルム & サウンドトラック Vol.1」                |
| 2005年7月20日  | 風来坊                                                                      | Original Soundtrack「リンダ リンダ リンダ」                                                      |
| 2005年11月2日  | Because                                                                     | Various Artists「Apple of her eye りんごの子守唄」                                               |
| 2006年3月15日  | やっと君が僕のことを                                                        | 遠藤賢司「にゃあ!」                                                                              |
| 2006年9月6日   | 鉄人28号                                                                    | 三木鶏郎グループと21Cトリロー・オールスターズ「タララ・プンカ・ポンカ・ピ〜Sing with TORIRO!〜」 |
| 2006年9月6日   | 明るいナショナル                                                            | 三木鶏郎グループと21Cトリロー・オールスターズ「タララ・プンカ・ポンカ・ピ〜Sing with TORIRO!〜」 |
| 2007年3月2日   | 木の葉のスケッチ／しおね と だん                                            | Various Artists「Niagara AUTUMN & WINTER 〜Niagara Cover Special〜」                             |
| 2007年3月21日  | The Water Is Wide                                                           | Various Artists「LOVE plants compilation vol.3」                                                 |
| 2007年9月26日  | 赤い花白い花                                                                | Various Artists「Lingkaran for Baby」                                                            |
| 2007年11月21日 | Look At Me／湯川潮音+曽我部恵一                                             | Various Artists「Apple of our eye りんごの子守唄」                                               |
| 2008年2月20日  | 君をのせて〜ナウシカ・レクイエム／world's end girlfriend featuring 湯川潮音 | Various Artists「キラキラジブリ」                                                                |
| 2008年6月25日  | 溜め息の橋                                                                  | 栗コーダーカルテット & 湯川潮音「溜め息の橋」                                                    |
| 2008年12月3日  | 妖精のうた                                                                  | Original Soundtrack「ティンカー ベル」                                                           |
| 2009年4月22日  | 赤い太陽                                                                    | 菅野よう子「CMようこ2」                                                                          |
| 2009年8月15日  | candela                                                                     | Lonesome Strings「Some Happy Day -LIVE PERFORMANCE Arcihves Vol.1（2004-2009）」                 |
| 2009年9月16日  | 深夜高速                                                                    | Various Artists「深夜高速 -生きててよかったの集い-」                                             |
| 2009年10月14日 | I'M SO TIRED／湯川潮音+LEO今井+JAMES IHA                                    | Various Artists「LOVE LOVE LOVE」                                                                |
| 2011年4月6日   | emerald city                                                                | JOYZ「Pop-Ups」                                                                                  |
| 2011年4月27日  | white silence                                                               | TK from 凛として時雨 「film A moment」                                                           |

### タイアップ
| 曲名              | タイアップ                                                                   |
| Gabriel's Message | ビターズ・エンド配給映画「Lovely Rita」イメージソング                        |
| うしろ姿の人      | ビターズ・エンド配給映画「犬猫」主題歌                                       |
| 緑のアーチ        | テレビ東京系「ココロ・カラダ・地球にやさしい!ロハスな生活」テーマソング      |
| ひなげしの丘      | テレビ朝日系アニメ「SPEED GRAPHER」エンディングテーマ                        |
| 蝋燭を灯して      | FM長野「Radication Style」2005年11月度エンディングテーマ                     |
| ツバメの唄        | weather info.2006年7月度BGM                                                  |
| 木漏れび          | キヤノン「iVIS HV10」CMソング                                                |
| 木漏れび          | FM鹿児島「Move On!〜aiRhythm〜」2007年1月度エンディングテーマ                |
| 曲名不詳          | カネボウ「赤い美白ブランシール」CMソング                                     |
| 曲名不詳          | 三井ホームCMソング                                                           |
| 赤い太陽          | 薩摩焼酎「海童」CMソング                                                     |
| 溜め息の橋        | NHK-BS2アニメ「アリソンとリリア」オープニングテーマ                          |
| 妖精のうた        | ウォルト・ディズニー・ジャパン配給映画「ティンカー・ベル」日本語テーマソング |
| ハーレム          | 東武鉄道「スペーシア」CMソング                                               |
| この広い世界で    | アイシア「黒缶・金缶・純缶」CMソング                                         |

## 出演

### イメージキャラクター
- 100万人のキャンドルナイト夏至（2005年）
- mother（2006年秋冬）

### 映画
- リンダ リンダ リンダ（2005年、ビターズ・エンド） - 今村萠 役

### テレビ
- Make On The Holiday「飛花落葉（ひからくよう）」（MUSIC ON! TV）
- NO DANCE, NO LIFE「HAPPY DANCE〜今、日本のダンスがカワイイ!」（WOWOW） - ナレーション

## ライブ

### 主な出演イベント
- Rock on the Rock (2006年、2007年、2009年)
- OTODAMA 音泉魂 (2006年)
- フジロックフェスティバル (2006年、2007年)
- HYDE PARK MUSIC FESTIVAL (2006年)
- RISING SUN ROCK FESTIVAL (2009年)
- 朝霧JAM (2009年)
- 大宴会in南会津（2013年）
- 寺フェス in 山形県朝日町若宮寺 (2014年)